# Morenelaphus
Morenelaphus é um gênero extinto de cervídeo que viveu na América do Sul durante o Pleistoceno Superior. Fósseis deste gênero foram encontrados nas formações Agua Blanca, Fortín Tres Pozos e Luján da Argentina, na Formação Ñuapua da Bolívia, Santa Vitória do Palmar no sul do Brasil e Paraguai e na Formação Sopas do Uruguai.
Uma análise de microdesgaste do esmalte dentário sugere que o Morenelaphus tinha uma dieta mista, incluindo gramíneas e a ocasional ingestão de partículas abrasivas do solo. A análise aponta que o cervídeo provavelmente habitava espaços abertos de vegetação rasteira. Acredita-se que este gênero se tornou extinto durante a transição entre o Pleistoceno e o Holoceno devido a mudanças climáticas e crise nutricional.